# Вулька (Ліпський повіт)
Вулька (пол. Wólka) — село в Польщі, у гміні Ліпсько Ліпського повіту Мазовецького воєводства.
Населення — 169 осіб (2011).
У 1975—1998 роках село належало до Радомського воєводства.

## Демографія
Демографічна структура станом на 31 березня 2011 року:
|          | Загалом | Допрацездатний вік | Працездатний вік | Постпрацездатний вік |
| -------- | ------- | ------------------ | ---------------- | -------------------- |
| Чоловіки | 83      | 13                 | 56               | 14                   |
| Жінки    | 86      | 13                 | 48               | 25                   |
| Разом    | 169     | 26                 | 104              | 39                   |